# 슈테틀

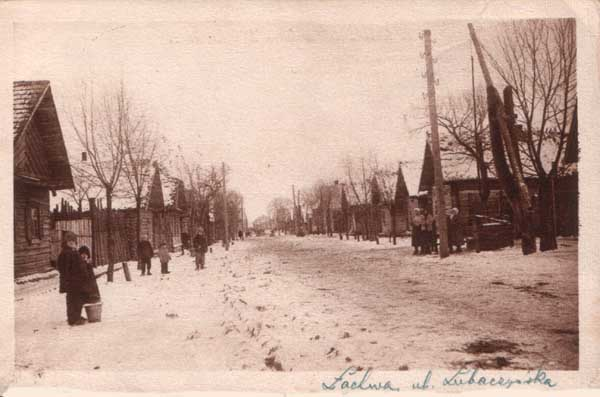
1926년 폴란드 라크바(당시 이름 Łachwa)의 Lubaczyńska 거리.

슈테틀(이디시어: שטעטל)은 제2차 세계 대전 이전까지 중·동유럽에 산재(散在)했던 유대인들이 많이 살았던 작은 읍을 의미한다. 이 곳의 유대인들은 대부분이 이디시어 화자였다.

## 개요
슈테틀 문화의 개념은 19세기 동유럽 유대인들의 전통적 삶의 방식의 은유로 사용되었다. 슈테틀은 정통파 유대교를 따르는 경건한 공동체로, 외부의 영향이나 공격에도 불구하고 사회적으로 안정되고 변함없는 것으로 그려졌다.
그러나 나치의 홀로코스트는 거의 모든 슈테틀 공동체를 파괴했다. 나치로부터 생존한 유대인들은 대부분 미국과 이스라엘로 엑소더스를 하였고, 일부는 러시아의 대도시로 이주하였다. 그런데 볼셰비키 혁명 이후에는 러시아의 대도시에도 유대인들이 이주할 수 있게 되었던 것이다.

## 용어
슈테틀들(이디시어 복수형: שטעטלעך, shtetlekh)은 주로 러시아 제국영내에 19세기에 설정된 Pale of Settlement(대략 오늘날의 벨라루스, 우크라이나 일대), 폴란드 입헌왕국, 갈리치아, 루마니아에 집중 분포했다. 렘베르크나 체르노비츠 같은 큰 도시들은 슈토트(이디시어: שטאָט, 독일어: Stadt), 작은 마을은 도르프(이디시어: דאָרף)로 불렸다.

## 같이 보기
- 게토
- 디아스포라
- 이디시 문화
- 하시디즘